# Liste der Stolpersteine in Stendal
Die Liste der Stolpersteine in Stendal enthält die Stolpersteine, welche im Rahmen des gleichnamigen Kunst-Projekts von Gunter Demnig in Stendal verlegt wurden. Mit ihnen soll Opfern des Nationalsozialismus gedacht werden, die in Stendal lebten und wirkten. Zwischen 2006 und 2011 wurden insgesamt sechs Steine an vier Adressen verlegt.

## Liste der Stolpersteine
| Bild              | Adresse           | Datum                               | Inschrift                                                                                                | Name, Leben |
| ----------------- | ----------------- | ----------------------------------- | --- | --- |
| weitere Bilder \| | Breite Straße 7 · | 18. Mai 2006                        | Hier wohnte ALFRED SIMONSOHN Jg. 1896 deportiert 1942 Ghetto Warschau ermordet 1942 in Treblinka         | Alfred Simonsohn (1896–1942) Alfred Simonsohn wurde 1942 zunächst in Warschauer Ghetto und noch im gleichen Jahr weiter ins KZ Treblinka deportiert, wo er ermordet wurde. |
| weitere Bilder \| | Grabenstraße 4 ·  | 18. Mai 2006 bzw. 2./3. August 2011 | Hier wohnte DR. JULIUS CHARIG Jg. 1897 deportiert Ghetto Warschau tot 13.4.1942                          | Julius Charig (1897 – ca. 1942) Julius Charig wurde in Obslaufen geboren und diente ab 1915 als Freiwilliger im Ersten Weltkrieg. Nach Kriegsende studierte er Rechtswissenschaft und arbeitete ab 1925 als Anwalt, zunächst in Emden und Berlin, ab 1929 dann in Stendal. Nach der Machtergreifung der Nationalsozialisten wurde ihm 1933 der Zugang zum Gericht verwehrt, im Oktober 1938 wurde ihm schließlich die Zulassung als Anwalt vollständig entzogen. Ein Fluchtplan mit seiner Frau Ilse scheiterte. Er wurde über Magdeburg, Potsdam und Berlin ins Warschauer Ghetto deportiert, wo er am 14. April 1942 ankam und später zu Tode kam. Der Stein wurde 2006 gestohlen. 2011 wurde er ersetzt und zusätzlich ein Stein für seine Frau und ein Stein vor seiner ehemaligen Kanzlei in der Karlstraße 2 verlegt. |
| weitere Bilder \| | Grabenstraße 4 ·  | 2./3. Aug. 2011                     | Hier wohnte ILSE CHARIG geb. Mosheim Jg. 1904 deportiert 1942 Ghetto Warschau ermordet 1942 in Treblinka | Ilse Charig geb. Mosheim (1904 – ca. 1942) Ilse Charig stammte aus Landau und wohnte später in Vlotho und Stendal. Sie wurde über Magdeburg, Potsdam und Berlin zunächst ins Warschauer Ghetto deportiert, wo sie am 14. April 1942 ankam. Später wurde sie ins KZ Treblinka verbracht und dort 1943 ermordet. |
| weitere Bilder \| | Hallstraße 4a ·   | 18. Mai 2006                        | Hier wohnte RICHARD COHN Jg. 1877 tot 25.1.1940 im KZ Buchenwald                                         | Richard Cohn (1877–1940) Richard Cohn wurde im KZ Buchenwald interniert, wo er am 25. Januar 1940 starb. |
| weitere Bilder \| | Hallstraße 4a ·   | 18. Mai 2006                        | Hier wohnte AUGUSTE COHN geb. Schloss Jg. 1886 deportiert Ghetto Warschau tot 1943                       | Auguste Cohn geb. Schloss (1886–1943) Auguste Cohn stammte aus Tauberbischofsheim. Sie wurde über Magdeburg, Potsdam und Berlin ins Warschauer Ghetto deportiert, wo sie am 14. April 1942 ankam und 1943 den Tod fand. |
| weitere Bilder \| | Karlstraße 2 ·    | 2./3. Aug. 2011                     | Hier praktizierte DR. JULIUS CHARIG Jg. 1897 deportiert Ghetto Warschau tot 13.4.1942                    | Julius Charig (1897 – ca. 1942) An dieser Stelle befand sich die Kanzlei von Rechtsanwalt Dr.Julius Charig |